# Slovensko kočevarsko društvo Peter Kosler
Društvo Peter Kosler je društvo v Sloveniji, ki si po statutu prizadeva doseči dobro sožitje med Kočevarji in Slovenci. Ustanovljeno je bilo leta 1994, sedež pa ima v Kočevju.
Predsednik društva, ki je poimenovano po zgodovinarju Peter Kozler (tudi Peter Kosler), je Erik Krisch in njegov namestnik Hubert Kosler. 
Cilji društva so po desetem odstavku statuta ohranjanje slovenske, nemške in kočevarske kulturne dediščine na Kočevskem, premagovanje predsodkov, ohranjanje tradicij Kočevarjev kot npr. kočevarskega narečja, spoštovanje človekovih pravic in razvoj države na osnovi demokracije. Društvo Peter Kosler je izdalo mdr. pesmarico Du höscht lai oin Hoimöt (Domovina je ena sama), ki jo je sestavila članica Maridi Tscherne, ki govori kočevarščino kot materni jezik.

## Knjige in zgoščenke, ki jih je izdalo društvo Peter Kosler
- Maridi Tscherne: Du höscht lai oin Hoimöt. Domovina je ena sama. Pesmarica pesmi v kočevarskem narečju. Slovensko kočevarsko društvo Peter Kosler, Ljubljana 2010.